# 周光裕

周光裕

周光裕（1944年2月17日—2001年11月12日），浙江省新昌县人，南京钨钼材料厂下岗工人。2001年11月12日，周光裕途经南京火车站时，与持刀抢劫后逃跑的劫匪搏斗，被劫匪连刺数刀当场死亡。后被追授“全国见义勇为先进分子”、全国“五一”劳动奖章以及「革命烈士」。

## 生平
周光裕早年在老山林场插队，76年来到钨钼材料厂工作，期间经常乐于助人、见义勇为。2001年11月12日傍晚，周光裕路过南京火车站，发现两名歹徒抢钱后逃跑，于是骑自行车追上去抓住其中一名歹徒的头发，另一名歹徒发现周只身一人，于是对其连捅数刀，致其当场死亡。随后引发社会各界关注，获授各项荣誉称号，亦被树立为见义勇为的典型事例并广为传播。对其行凶的歹徒被捕后获死刑。